# Trigo de invierno

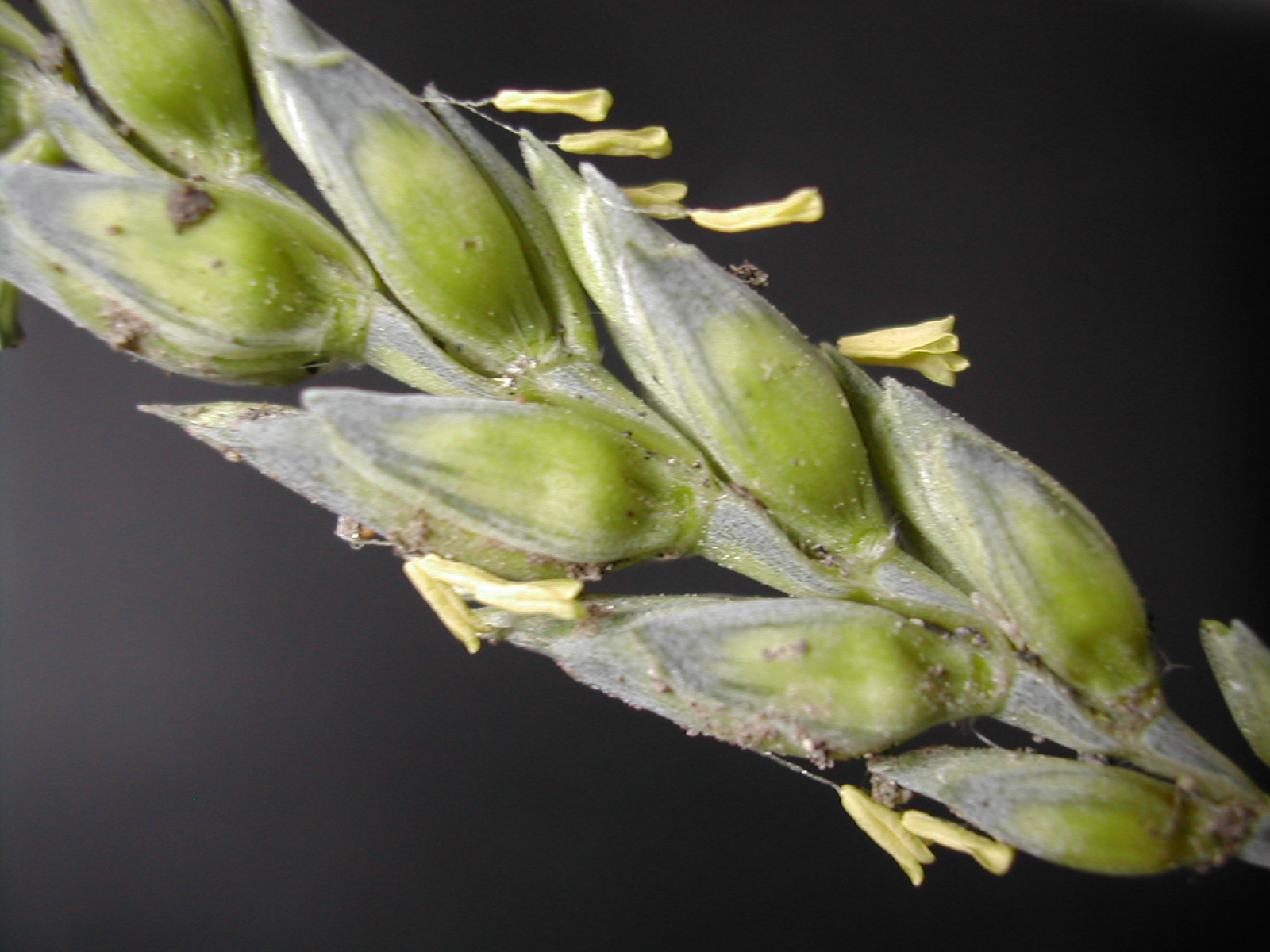
Una espiga de trigo de invierno.

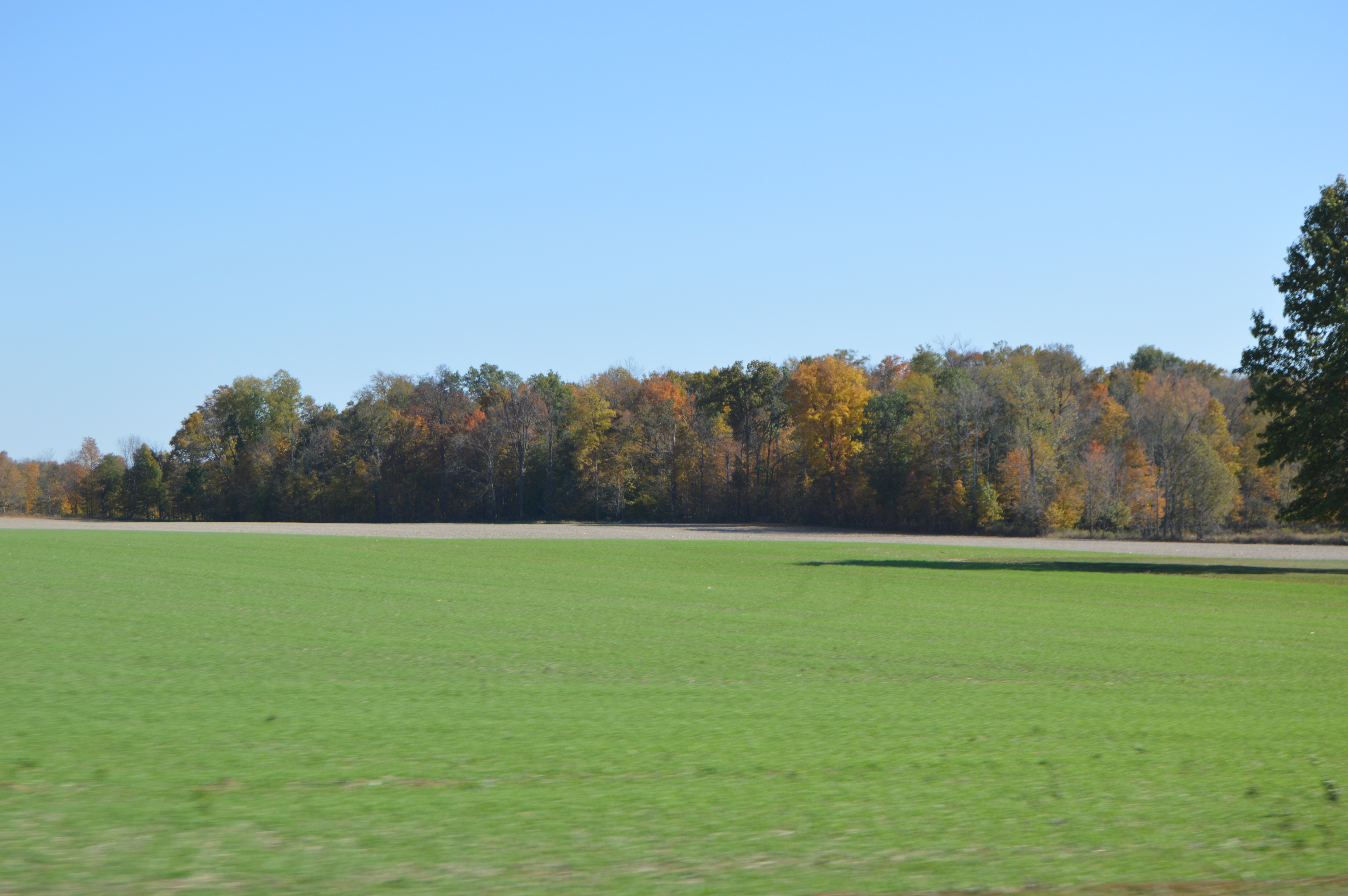
Trigo de invierno con colores otoñales en el este de Estados Unidos

Los trigos de invierno (normalmente Triticum aestivum) son variedades de trigo que se siembran en otoño para germinar y convertirse en plantas jóvenes, que se mantienen en fase vegetativa durante el invierno y reanudan su crecimiento a principios de primavera. La clasificación entre el trigo de primavera y el trigo de invierno es común y tradicionalmente se refiere a la estación durante la cual se cultiva. Para el trigo de invierno, la fase fisiológica de espigado (cuando la espiga emerge por primera vez) se retrasa hasta que la planta experimenta la vernalización, un periodo de 30 a 60 días de temperaturas invernales frías (0 a 5 °C; 32 a 41 °F).
El trigo de invierno suele sembrarse de septiembre a noviembre (en el hemisferio norte) y cosecharse en verano o a principios de otoño del año siguiente. En el hemisferio sur, el cultivo del trigo de invierno se «termina» un año antes de la recolección. El trigo de invierno suele proporcionar más cosechas que el de primavera.
Las variedades de trigo denominadas «facultativas» necesitan períodos más cortos de vernalización (15-30 días) y temperaturas de 3 a 15 °C (37 a 59 °F). En muchas zonas, las variedades facultativas pueden cultivarse tanto en invierno como en primavera, dependiendo de la época de siembra.
En los países con inviernos suaves, como en el sur de Asia (India, Pakistán, Nepal, Bangladesh), en el norte de África, en el Oriente Próximo y en las latitudes bajas (por ejemplo, Sonora, en México), el trigo de primavera (que no necesita un periodo de vernalización) también se siembra en otoño (noviembre-diciembre) y se cosecha a finales de la primavera (abril-mayo) del año siguiente. Este trigo de primavera sembrado en otoño y cultivado durante el invierno a veces también se denomina incorrectamente «trigo de invierno», y también se conoce como cultivo Rabi.
Los trigos duros de invierno tienen un mayor contenido en proteínas de gluten que los demás trigos. Se utilizan para hacer harina para panes de levadura, o se mezclan con trigos blandos de primavera para hacer la harina para todo uso que se emplea en una gran variedad de productos de panadería. Los trigos blandos puros se utilizan para harinas especiales o de pastelería. El trigo duro, el más duro, se utiliza sobre todo para hacer pasta. Casi todo el trigo duro cultivado en Norteamérica se siembra en primavera.
El trigo de invierno se cultiva en toda Europa, Norteamérica y Siberia.

## Cultivo
El trigo de invierno se cultiva como cultivo comercial o de cobertura. Las condiciones de cultivo óptimas para el trigo de invierno incluyen un suelo de drenaje alto y textura media. El contenido medio de nutrientes del suelo es el mejor para el trigo de invierno, siendo fundamental un aporte adecuado de nitrógeno para que el trigo pueda establecerse a tiempo antes del letargo invernal. Además, un lecho de siembra firme ayuda a proteger el trigo durante el invierno.

## Beneficios del cultivo de trigo de invierno
- Si se utiliza como cultivo de cobertura, el trigo de invierno ayuda a mantener la capa superficial del suelo, evitando su erosión durante el invierno, cuando muchos campos permanecen en estado de reposo.
- El trigo de invierno supera a muchas variedades de malas hierbas.
- Puede utilizarse como cultivo de cobertura y como cultivo comercial.
- Es fácil de manejar y proporciona un buen rendimiento.
- Ayuda a la formación del suelo (mediante la producción de mucha materia orgánica) y al ciclo de los nutrientes[1].
- Aprovecha mejor la humedad del suelo, ya que empieza a crecer antes en primavera.
- Se cosecha antes, lo que resulta beneficioso en regiones con otoños lluviosos.

## Estados Unidos
El trigo de invierno fue introducido en Kansas por los menonitas germano-rusos en el siglo XIX. Bernhard Warkentin y Mark A. Carleton desempeñaron un papel fundamental en la difusión del trigo de invierno como cultivo comercial. Warkentin organizó molinos en el centro de Kansas e importó semillas de Ucrania para satisfacer la creciente demanda. Carleton trabajó para el Departamento de Agricultura de Estados Unidos (USDA) como explorador de cultivos. Viajó a Rusia para encontrar otras variedades de trigo y trabajó con investigadores de la Universidad Estatal de Kansas para desarrollar otras nuevas. La producción de trigo de invierno se extendió rápidamente por las Grandes Llanuras, y se cultivaba, como sigue siendo habitual, con las técnicas de la agricultura de secano.

## Efectos del cambio climático
Para las zonas de clima templado, como Canadá, se pronostica un aumento del rendimiento del trigo de invierno debido al cambio climático. En Ucrania, donde las temperaturas aumentan a lo largo del año y se espera un incremento de las precipitaciones, el rendimiento del trigo de invierno podría aumentar entre un 20% y un 40% en las regiones del norte y del noroeste entre 2010 y 2050.